# Група основних міст Англії
Група основних міст Англії (англ. Core Cities Group або Core Cities UK) — самоорганізована та самофінансована Група захисту інтересів міст Великої Британії за межами Великого Лондона, що створена у 1995 році.
Міста, що входять до асоціації:
- Бірмінгем — адміністративний центр Західного Мідленду
- Бристоль — Південно-Західна Англія
- Глазго
- Кардіфф
- Лідс — Західний Йоркшир
- Ліверпуль — Мерсісайд та Північно-Західна Англія
- Манчестер —  Великий Манчестер та Північно-Західна Англія
- Ньюкасл — Північно-Східна Англія
- Ноттінгем — Східний Мідленд
- Шеффілд — Південний Йоркшир

Міста асоціації розвивають співпрацю один з одним без участі Лондону та розробляють спільну політику інтересів у інститутах Європейського Союзу в наступних галузях:
- Транспорт та зв'язок
- Інновації та підтримка підприємництва
- Зайнятість
- Спільноти
- Культура
- Зміни клімату
- Финанси та промисловість
- Управління.

Асоціація не має особливого статусу у законодавстві Великої Британії про місцеве самоврядування.